# Jack Colvin
Jack Colvin (ur. 13 października 1934 w Lyndon, zm. 1 grudnia 2005 w North Hollywood) – amerykański aktor, pedagog.
Grał głównie role drugoplanowe w produkcjach kinowych, od lat 70. występował w filmach i serialach telewizyjnych. Popularność przyniosła mu rola dociekliwego reportera prasy brukowej Jacka McGee w serialu The Incredible Hulk (1977–1982). Wystąpił także w serialach: The Rat Patrol, Kojak, The Six Million Dollar Man, The Rockford Files, Cagney and Lacey, Murder, She Wrote. Grał również w filmach, m.in. Scorpio i Rooster Cogburn.
Był aktorem charakterystycznym. Przez pewien czas był uczniem Michaiła Czechowa (bratanka Antona Czechowa), który opracował własną technikę gry aktorskiej, opartą głównie na tzw. gestykulacji psychologicznej. Colvin wykładał metodę aktorską Czechowa w wielu uczelniach, m.in. University of Southern California w Los Angeles, California State University w Northridge, American Academy of Dramatic Arts, Centralnej Szkole Kinematografii w Rzymie. Powołał do życia i był wieloletnim dyrektorem artystycznym Michael Chekhov Studio w Hollywood.